# Eleonora Marchiando
Eleonora Marchiando (Aosta, 27 de septiembre de 1997) es una atleta italiana especialista en las modalidades de 400 metros y 400 metros vallas, así como en los relevos 4 x 400 metros.

## Carrera
Debutó profesionalmente en el año 2013. período en el que realizó sus primeras apariciones a nivel internacional, como en el Campeonato Mundial Juvenil de Atletismo celebrado en Donetsk (Ucrania), donde corrió en la modalidad de 400 metros lisos, donde fue la quinta mejor de su carrera clasificatoria, con 57,48 segundos.
En 2014 comenzó a diversificar su formación atlética, también apareciendo en los 400 metros vallas. En 2015 terminaría cuarta en el Campeonato Europeo de Atletismo Sub-20 de Eskilstuna (Suecia), bajando del minuto (58,90 segundos) de carrera, quedando a 56 centésimas del podio, que ocupó su compañera Ayomide Folorunso.
En 2016 participó en el Campeonato Mundial de Atletismo Sub-20 de Bydgoszcz (Polonia) en los 400 metros vallas, donde llegó hasta la semifinal, siendo quinta con 58,88 segundos, y en los relevos de 4 x 400 metros, donde el combinado trasalpino fue octavo con marca de 3:42,53 minutos.
Tras el parón que hubo en 2020 por la pandemia de coronavirus, muchos deportistas vieron limitadas sus opciones de competir al cerrarse los espacios deportivos. Con la llegada de 2021, algunas competiciones empezaron a abrirse, como el Campeonato Europeo de Atletismo en Pista Cubierta que tuvo lugar en Toruń (Polonia). Aquí, Marchiando no superó la ronda clasificatoria en los 400 metros, donde corrió en la segunda serie, siendo quinta con 53,70 segundos; así mismo, en los relevos de 4 x 400 metros, Marchiando, junto a Rebecca Borga, Alice Mangione y Eloisa Coiro, quedó cuarta, con 3:30,32 minutos.
La ocasión de llegar a las medallas le llegaría en la Superliga del Campeonato Europeo de Atletismo por Equipos, en la sede polaca de Chorzów, cuando el equipo italiano consiguió alcanzar el podio en los 4 x 400 m relevos, siendo terceras gracias a un tiempo de 3:29,05 minutos.
En verano de 2021, Marchiando era elegida por el Comité Olímpico de Italia como parte de la delegación que representaría al país en los que serían sus primeros Juegos Olímpicos en Tokio (Japón), formando parte de los velocistas trasalpinos en 400 metros vallas. Solo pudo disputar la carrera clasificatoria, al quedar quinta en la serie tercera, con un tiempo de 56,82 segundos, sin opciones de pasar a las semifinales.

## Resultados

### Por temporada
| Representando a Italia | Representando a Italia                            | Representando a Italia | Representando a Italia | Representando a Italia | Representando a Italia |
| ---------------------- | ------------------------------------------------- | ---------------------- | ---------------------- | ---------------------- | ---------------------- |
| Año                    | Competición                                       | Lugar                  | Puesto                 | Modalidad              | Marca                  |
| 2013                   | Campeonato Mundial Juvenil de Atletismo           | Donetsk                | 5.ª (H4)               | 400 m                  | 57,48 s.               |
| 2015                   | Campeonato Europeo de Atletismo Sub-20            | Eskilstuna             | 4.ª                    | 400 m vallas           | 58,90 s.               |
| 2016                   | Campeonato Mundial de Atletismo Sub-20            | Bydgoszcz              | 5.ª (SF1)              | 400 m vallas           | 58,88 s.               |
| 2016                   | Campeonato Mundial de Atletismo Sub-20            | Bydgoszcz              | 8.ª                    | 4 x 400 m relevos      | 3:42,53 min.           |
| 2021                   | Campeonato Europeo de Atletismo en Pista Cubierta | Toruń                  | 5.ª (H2)               | 400 m                  | 53,70 s.               |
| 2021                   | Campeonato Europeo de Atletismo en Pista Cubierta | Toruń                  | 4.ª                    | 4 x 400 m relevos      | 3:30,32 min.           |
| 2021                   | Campeonato Europeo de Atletismo por Equipos       | Chorzów                | 3.ª                    | 4 x 400 m relevos      | 3:29,05 min.           |
| 2021                   | Juegos Olímpicos                                  | Tokio                  | 5.ª (H3)               | 400 m vallas           | 56,82 s.               |
| 2023                   | Campeonato Mundial de Atletismo                   | Budapest               | 6.ª (H2)               | 400 m vallas           | 56,27 s.               |

### Mejores marcas
| Disciplina                              | Marca        | Lugar      | Fecha                   |
| --------------------------------------- | ------------ | ---------- | ----------------------- |
| 100 metros lisos (exterior)             | 11,82 s.     | Donnas     | 4 de septiembre de 2021 |
| 200 metros lisos (exterior)             | 23,87 s.     | Donnas     | 29 de agosto de 2021    |
| 200 metros lisos (pista cubierta)       | 24,98 s.     | Magglingen | 25 de enero de 2020     |
| 400 metros lisos (exterior)             | 52,57 s.     | Milán      | 13 de mayo de 2023      |
| 400 metros lisos (pista cubierta)       | 52,70 s.     | Ancona     | 19 de febrero de 2023   |
| 800 metros lisos (exterior)             | 2:23,15 min. | Chiari     | 24 de abril de 2016     |
| 800 metros lisos (pista cubierta)       | 2:19,72 min. | Padova     | 13 de enero de 2018     |
| 60 metros vallas (pista cubierta)       | 7,58 s.      | Bérgamo    | 23 de enero de 2022     |
| 100 metros vallas (exterior)            | 14,38 s.     | Turín      | 6 de mayo de 2017       |
| 400 metros vallas (exterior)            | 55,13 s.     | Ginebra    | 10 de junio de 2023     |
| 4 x 400 metros relevos (exterior)       | 3:29,05 min. | Chorzów    | 30 de mayo de 2021      |
| 4 x 400 metros relevos (pista cubierta) | 3:28,61 min. | Estambul   | 5 de marzo de 2023      |